# 忠诚誓词

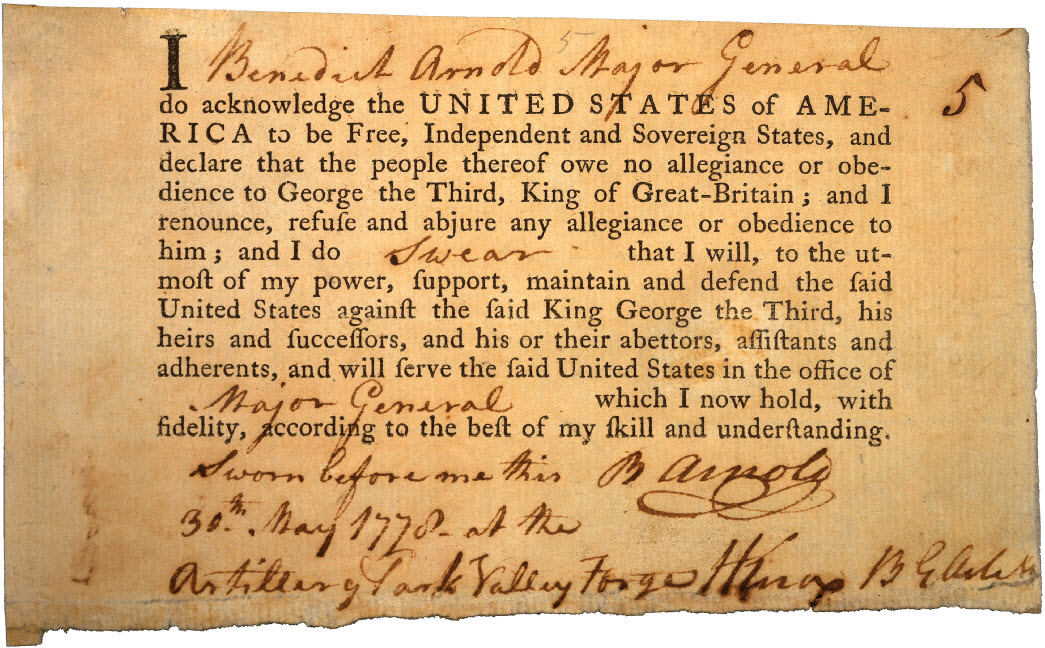
班尼狄·阿諾的忠诚誓词

忠诚誓词（英語：Oath of allegiance）是一国的国民（臣民或公民）为了承认他所负担的忠诚义务而宣读向其君主或国家效忠的誓词。在现代的共和国中，该誓词的内容一般是对国家或宪法的效忠，如美国官员在宣誓就职的仪式当中就包括了对美国宪法宣誓效忠的环节；而在诸如英国、澳大利亚和其他英联邦成员在内的君主制国家当中，誓词通常是有关对其君主的忠诚。各国军队的新兵在入伍之前一般都需要宣誓效忠，这类宣誓通常被称为“军人宣誓”。
在欧洲的封建时代，一个人除了要宣誓效忠君主和国家之外，还需要宣誓效忠于他的封建领主。直到今天，伦敦城自由民宣誓的誓词当中仍然包含了关于服从伦敦金融城市长的部分。
新入籍的公民（参见入籍宣誓）、军人、以及担任公共职务（特别是议会和司法）的人员等属于通常会被要求宣读忠诚誓词的人群。此外，英格兰教会的神职人员必须通过宣誓以承认英国君主的权威。